# Tasavallan Presidentti

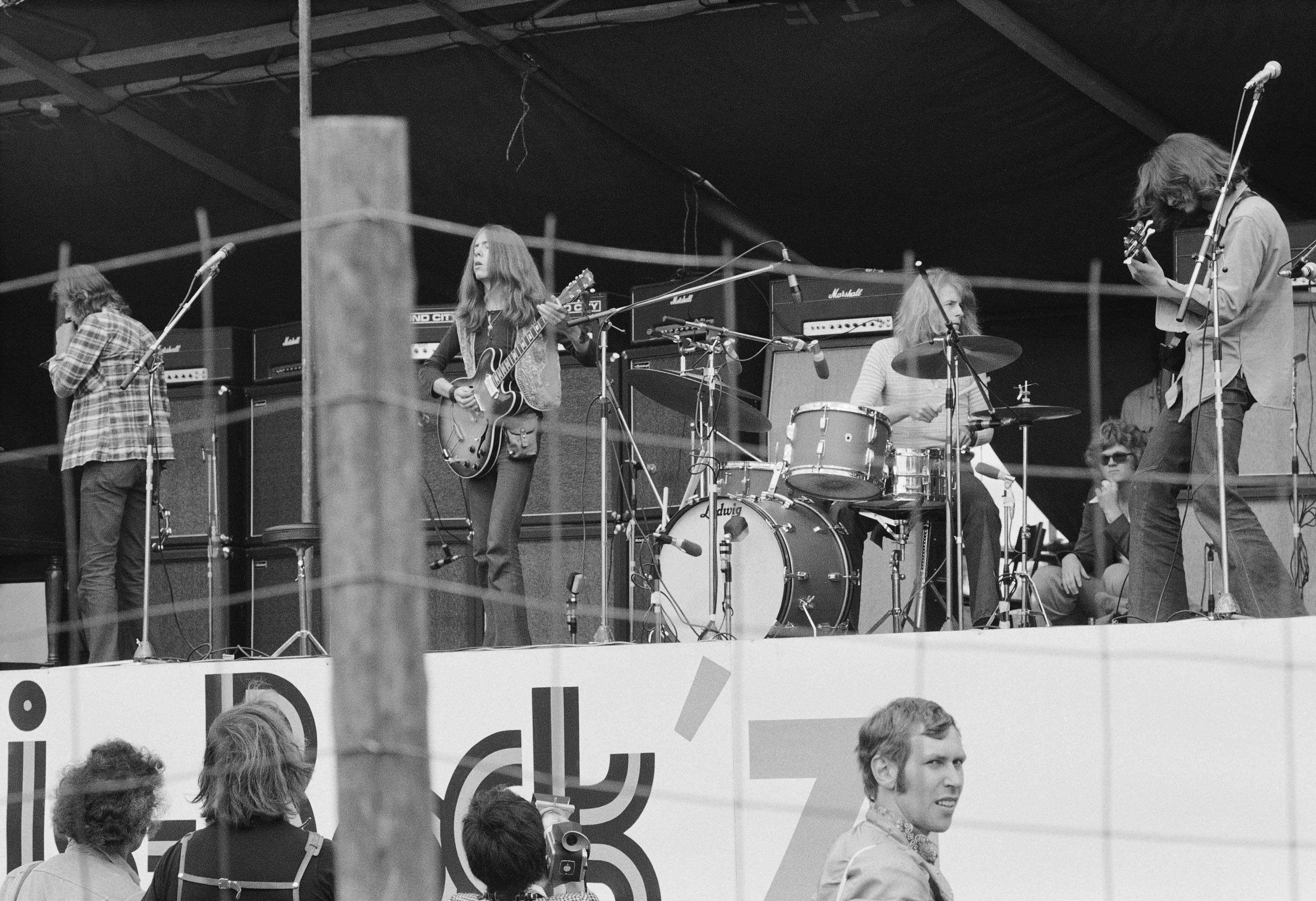
Tasavallan Presidentti 1971

Tasavallan Presidentti (Präsident der Republik) ist eine finnische Jazz/Prog/Rockband.

## Geschichte
Die Band wurde 1969 durch den Gitarristen Jukka Tolonen und den Schlagzeuger Vesa Aaltonen gegründet. Andere Gründungsmitglieder waren Måns Groundstroem und Frank Robson, der vorher bei Blues Section gespielt hatte. Juhani Aaltonen war früher ein Mitglied der Band Soulset. Er wurde 1970 durch  Pekka Pöyry ersetzt. Eero Raittinen ersetzte Robson als Sänger 1972, im gleichen Jahr wurde das Album Lambertland in den UK veröffentlicht. Das Album ist ein Fusion-Album mit sehr innovativen und einfallsreichen Texten. Die Band löste sich 1974 auf, ist aber heutzutage wieder aktiv. 

## Diskografie

### Alben
- Tasavallan Presidentti (1969)
- (Pekka Streng (mit Tasavallan Presidentti): Magneettimiehen kuolema (1970))
- Tasavallan Presidentti (II) (1971)
- Lambertland (1972)
- Milky Way Moses (1974)
- Classics (1990)
- Still Struggling For Freedom (live) (2001)
- Tasavallan Presidentti Six (2005, EP)
- Six Complete (2006)
- Pop-liisa 1 (2016)
- Live in Lambertland (2019)
- Changing Times and Movements (2021)

### Singles
- Time Alone with You / Obsolete Machine (1969)
- Solitary / Deep Thinker (1970)
- (Kirka Babitzin & Tasavallan Presidentti: Saat kaiken / Kaukainen valo (1970))
- Sisältäni portin löysin / Selvä näkijä (1972)

## Bandmitglieder
- Vesa Aaltonen, Schlagzeug
- Jukka Tolonen, Gitarre
- Måns Groundstroem, Bass (1969–1972, 1983–2002)
- Frank Robson, Gesang, Keyboard (1969–1972, 1983-)
- Juhani Aaltonen, Saxophon, Flöte (1969–1970, 1983-)
- Pekka Pöyry, Saxophon, Flöte (1970–1974)
- Eero Raittinen, Gesang (1972–1974, 1995, 2000)
- Heikki Virtanen, Bass (1973–1974, 2002-)
- Esa Kotilainen, Keyboard (1974, 1990, 1995)